# Study of a Baboon
Study of a Baboon (Studie eines Pavians) ist ein Ölgemälde des britischen Malers Francis Bacon aus dem Jahre 1953. Momentan befindet sich die Arbeit im MoMA in New York. Die Leinwand hat eine Größe von 198 auf 137 cm. Wie die meisten Arbeiten Bacons ist sie nicht gefirnisst, sondern hinter Glas gerahmt.

## Beschreibung
Das Bild zeigt einen Pavian mit aufgerissenem Maul über einer Grassteppe, der Bildraum wird dabei von einem Gitterzaun halbiert. Der Horizont wird in braunschwarzen Tönen wiedergeben, wobei ein starker Kontrast zum sandfarbenen Vordergrund entsteht. Innerhalb der Komposition tritt eine Staffelung der Bildelemente auf, wodurch ein gewisses Maß an Räumlichkeit zu Stande kommt, obgleich keine bestimmte Perspektive verwendet wurden. Räumlichkeit wird darüber hinaus durch Über- und Hinterschneidungen suggeriert, aber zugleich in ihrer Stimmigkeit gebrochen.
Bacon begriff die Ölfarbe ebenso als Material wie die Leinwand selbst. Auch in diesem Fall verwendete Bacon die Rückseite einer grundierten Leinwand, welche die für Bacon typische Maltechnik erst möglich machte. Bacon differenzierte gekonnt zwischen lasierendem Auftrag bei der Form des Pavians und den trockenen duktiven Strichen des Drahtmusters am Zaun. An diversen Punkten scheint die Struktur des Leinwandgewebes durch, da Bacon einen sehr trockenen Farbauftrag wählte. Auch bei der Auswahl seiner Malwerkzeuge ging er sehr unkonventionell vor – so kamen auch Haushaltsbürsten und ähnliche Gegenstände zum Einsatz.

## Mögliche Interpretationen

### Südafrikareise
Im Jahre 1950 besuchte Bacon seine Mutter in Südafrika, wobei er auch die Tierwelt der Region studierte. Schon immer zeigte sich Bacon sehr interessiert für den Mundraum des Menschen, der Pavian besitzt ein Maul mit besonders ausgeprägten, langen Eckzähnen. In besonderem Maße auffällig ist das Gähnen des Pavians, bei dem die eindrucksvollen Zähne gut sichtbar werden. Eine Ambivalenz zwischen Gähnen und Brüllen wird deutlich, womit eine Bedeutungsebene zwischen Aggression und Langeweile entsteht – vielleicht sogar einer Aggression aus Langeweile und Eingesperrtsein, die ebenso in dem eingesperrten Tier vermutet werden können. Bacon war ebenso fasziniert von der Weite der Graslandschaften der Savanne, vor allem jedoch von der dort lauernden Gefahr, da man anpirschende Tiere im hohen Gras nur schwer ausmachen kann. Des Weiteren scheint der Zaun den Bildraum zu durchschneiden, weshalb seine Funktion nicht klar fassbar wird. Möglicherweise inspirierten auch die Tierparks Afrikas selbst Bacon zu dieser Darstellung, da die dort lebenden Tiere zwar einerseits innerhalb der Parks geschützt, andererseits aber auch eingesperrt sind.

### Ägyptenaufenthalt / Paviangott Thot
Nach seinem Aufenthalt in Südafrika besuchte Bacon auf seiner Rückreise auch Ägypten. Von besonderem Interesse waren dabei die Ruinen und Götterbilder für Bacon. In der Reihe der altägyptischen Götter findet sich auch ein Gott in Paviangestalt, der eine Verkörperung des Gottes Thot darstellt. Dieser ist der Gott der Weisheit und der Schriftkunst. Er hat die Rolle inne, während des mythologischen Kampfes von Ordnung und Chaos zu garantieren, dass keine Seite die Oberhand gewinnt.
Es ergibt sich somit eine Analogie zum Lebensstil Bacons, der sich stets zwischen der Suche nach Geborgenheit und selbstzerstörerischen Tendenzen bewegte. Die Skulpturen Ägyptens hinterließen einen dauerhaften Eindruck bei Bacon. Er fertigte weitere Gemälde mit entsprechenden Sujets und besuchte bei seinem zweiten Aufenthalt in Berlin im Jahr 1986 das Pergamonmuseum. Somit war selbst sechs Jahre vor seinem Tod die Ägyptische Sammlung von großem Interesse für ihn.

### Die Bilder Muybridges
Bacon nutze für seine Arbeiten ein großes Repertoire an vorgefundenem Bildmaterial. Unter den Bildvorlagen aus Bacons Atelier fanden sich auch die Bewegungsstudien des englischen Fotografen Eadweard Muybridge. Bei Muybridge findet sich auch eine Bewegungsanalyse des Pavians, die Bacon zur Wahl seines Sujets inspiriert haben könnte.